# Andrzej Suski
Andrzej Wojciech Suski (ur. 24 grudnia 1941 w Płocku) – polski duchowny rzymskokatolicki, doktor nauk teologicznych, biskup pomocniczy płocki w latach 1986–1992, biskup diecezjalny toruński w latach 1992–2017, od 2017 biskup senior diecezji toruńskiej.

## Życiorys
Urodził się 24 grudnia 1941 w Płocku w rodzinie Stanisława i Heleny z domu Więcek. Ukończył Liceum Ogólnokształcące im. Marszałka Stanisława Małachowskiego w Płocku. W latach 1959–1965 studiował w Wyższym Seminarium Duchownym w Płocku. Święceń prezbiteratu udzielił mu 13 czerwca 1965 w kościele św. Bartłomieja w Płocku miejscowy biskup pomocniczy Piotr Dudziec. Skierowany na studia specjalistyczne do Rzymu, w latach 1965–1967 kształcił się w zakresie teologii na Papieskim Uniwersytecie Gregoriańskim, następnie w latach 1967–1970 w zakresie Pisma Świętego w Papieskim Instytucie Biblijnym. Studia na obydwu uczelniach ukończył ze stopniami licencjata. W 1973 uzyskał na Papieskim Uniwersytecie Gregoriańskim doktorat z teologii. W 1974 w Papieskim Instytucie Biblijnym przygotowywał pracę doktorską z zakresu Pisma Świętego.
W 1973 został wykładowcą w Wyższym Seminarium Duchownym w Płocku, Soborowym Studium Teologiczno-Pastoralnym Diecezji Płockiej, a także prowadzącym zajęcia z przedmiotów biblijnych na Wydziale Teologicznym Akademii Teologii Katolickiej w Warszawie. W 1975 został profesorem Wyższego Seminarium Duchownego w Płocku. W 1984 objął funkcję wicerektora, a w 1986 rektora tego seminarium. Od 1975 był wicedyrektorem Soborowego Studium Teologiczno-Pastoralnego Diecezji Płockiej. W 1976 został adiunktem w Katedrze Biblistyki Wydziału Teologicznego Akademii Teologii Katolickiej w Warszawie. W 1974 został mianowany cenzorem ksiąg kościelnych. W 1985 otrzymał godność kapelana honorowego Ojca Świętego.
12 sierpnia 1986 papież Jan Paweł II mianował go biskupem pomocniczym diecezji płockiej ze stolicą tytularną Pulcheriopolis. Święcenia biskupie otrzymał 4 października 1986 w bazylice katedralnej Wniebowzięcia Najświętszej Maryi Panny w Płocku. Udzielił mu ich kardynał Józef Glemp, prymas Polski, w asyście Zygmunta Kamińskiego, biskupa koadiutora płockiego, i Juliusza Paetza, biskupa diecezjalnego łomżyńskiego. Jako zawołanie biskupie przyjął słowa z hymnu do krzyża Chrystusa: „Spes mea unica” (Nadzieja moja jedyna). W diecezji płockiej zajmował się sprawami: Wyższego Seminarium Duchownego, Niższego Seminarium Duchownego, Studium Soborowego, Instytutu Wyższej Kultury Religijnej, Wydawnictwa Diecezjalnego, Biblioteki Diecezjalnej, Archiwum Diecezjalnego oraz księży studentów. W 1991 został mianowany kanonikiem gremialnym Kapituły Katedralnej Płockiej.
19 marca 1992 Jan Paweł II przeniósł go na urząd biskupa diecezjalnego nowo utworzonej, na mocy bulli Totus Tuus Poloniae populus, diecezji toruńskiej. 25 marca 1992 kanonicznie objął diecezję, a 31 maja 1992 odbył ingres do katedry św. Jana Ewangelisty i św. Jana Chrzciciela w Toruniu. W 1993 utworzył Wyższe Seminarium Duchowne w Toruniu. Przyczynił się do powstania Wydziału Teologii na Uniwersytecie Mikołaja Kopernika, w którym objął urząd wielkiego kanclerza. Współorganizator cyklu konferencji Colloquia Torunensia, poświęconych współczesnym problemom teologicznym i społecznym. W swoim pierwszym dekrecie biskupim utworzył toruński oddział Caritas. Wsparł budowę Hospicjum „Światło”, Centrum Dialogu Społecznego, burs szkolnych oraz okna życia. 11 listopada 2017 papież Franciszek przyjął jego rezygnację z urzędu biskupa diecezjalnego toruńskiego. Jednocześnie do czasu kanonicznego objęcia urzędu przez następcę zlecił mu sprawowanie funkcji administratora apostolskiego diecezji.
W ramach Konferencji Episkopatu Polski objął funkcję wiceprzewodniczącego Komisji ds. Dialogu z Judaizmem. W 1996 i ponownie w 2001 był wybierany przewodniczącym Komisji Duchowieństwa. W 2002 wszedł w skład Zespołu Biskupów ds. Duszpasterskiej Troski o Radio Maryja, a w latach 2012–2018 był jego przewodniczącym. W latach 2007–2012 był członkiem Rady Stałej. Wszedł także w skład Komisji Wspólnej Przedstawicieli Rządu RP i KEP. Ponadto w 1989 został wizytatorem apostolskim wyznaczonych seminariów diecezjalnych i zakonnych w Polsce, a w 1990 dyrektorem krajowym Papieskich Dzieł Misyjnych w Polsce. W 1999 jako reprezentant Episkopatu Polski wziął udział w Synodzie Biskupów w Rzymie.
W 2000 konsekrował biskupa pomocniczego toruńskiego Józefa Szamockiego. Był współkonsekratorem podczas sakr biskupa pomocniczego pelplińskiego Wiesława Śmigla (2012), arcybiskupa Manfredonii-Vieste-San Giovanni Rotondo Franca Mosconego (2019) i nuncjusza apostolskiego w Gwinei i Mali Tymona Chmieleckiego (2019).

## Odznaczenia i wyróżnienia
Nadano mu honorowe obywatelstwa: Lubawy (1998), Torunia (2009), Jabłonowa Pomorskiego (2012), Nowego Miasta Lubawskiego (2013) i Chełmży (2017). Otrzymał ponadto tytuły honorowego obywatela województwa kujawsko-pomorskiego (2016) oraz osobowości powiatu działdowskiego (2017).
W 2011 został laureatem wyróżnienia „Convallaria Copernicana”, przyznanego przez Senat Uniwersytetu Mikołaja Kopernika w Toruniu, a w 2017 otrzymał tytuł Honorowego Profesora Akademii Jagiellońskiej. Został odznaczony Missio Reconciliationis. W 2008 został włączony do Konfraterni Zakonu Paulinów, a w 2012 otrzymał honorowy tytuł Oblata Zgromadzenia Najświętszego Odkupiciela.